# Phytomyza nigroorbitalis
Phytomyza nigroorbitalis är en tvåvingeart som beskrevs av Ryden 1956. Phytomyza nigroorbitalis ingår i släktet Phytomyza och familjen minerarflugor.
Artens utbredningsområde är Sverige. Arten är reproducerande i Sverige. Inga underarter finns listade i Catalogue of Life.